# Sauvez Willy (série télévisée d'animation)
Pour les articles homonymes, voir Sauvez Willy.
Sauvez Willy ou Mon ami Willy au Québec (Free Willy) est une série télévisée d'animation américano-canadienne en 21 épisodes de 30 minutes, créée par Stephen Hodgins, Patsy Cameron, Tedd Anasti et Patricia R. Burns, réalisée par Paul Riley et Gary Hurst, produite par Warner Bros. Animation et Nelvana et diffusée entre le 24 septembre 1994 et le 25 février 1995 sur le réseau ABC.
En France, la série a été diffusée à partir du 21 octobre 1995 sur France 2 et Canal+, et au Québec à partir du 6 septembre 1997 à la Télévision de Radio-Canada.

## Synopsis
Jesse est un adolescent qui a pour amis Einstein le dauphin, Lucille l'otarie et surtout une orque mâle nommé Willy qui est son meilleur ami, tous doués de parole quand ils sont seuls avec le garçon. La principale occupation de Jesse est la sauvegarde de l'océan et des animaux marins. Aussi a-t-il été engagé à l'Institut de Recherche Sous-Marine de Misty Island sous la direction du vieil océanographe M. Naugle et de ses assistants, Marlène et Randolph.
Mais cela ne plaît guère à "La Machine", un criminel mi-homme mi-robot (Cyborg), qui cherche à se venger de Willy qui est la cause de sa défiguration. À l'aide de monstres verts (mélange d'argiles radioactifs et de produits hautement toxiques) à son service, La Machine pollue également l'océan et essaie de capturer des baleines dans le but d'en tirer beaucoup d'argent.
Ainsi quand le M. Rocklyn Stone, un milliardaire écologiste, propose de faire un don important à l'Institut qui avait grand besoin d'argent cela ravit Jesse et tous ses amis excepté Willy qui a des soupçons sur ce mystérieux individu. Un doute bien fondé semble-t-il, car La Machine et Monsieur Rocklyn Stone ne font qu'un.

## Épisodes
1. La Découverte de la vérité (Truth Talker)
2. Le Cri du dauphin (Cry of the Dolphin)
3. Monsieur Stone (Stone)
4. La Défense des profondeurs (Defenders of the Deep)
5. L'Anguille géante (The Eel Beast)
6. La Pieuvre (Cephalopod)
7. Le Destin (Sealed Fate)
8. Les Requins (Shark Masters)
9. L'Espoir (Hope)
10. La Pollution (Milestones)
11. La Prise (The Catch)
12. Le Trésor (The Treasure of Misty Cove)
13. Le Vaisseau fantôme (Ghost Ship)
14. Le Voyage de l'Eco Ranger (Voyage of the Eco Ranger II)
15. Titre français inconnu (Tip of the Iceberg)
16. Les Chasseurs de phoques (The Hunted)
17. Le Paradis perdu (Paradise Found)
18. Titre français inconnu (Pier Pressure)
19. Vivre et laisser plonger (Live and Let Dive)
20. Le Chantage (Turmoil)
21. La Marée rouge (Yule Tide and Red Tide)

## Voix originales
- Jason James Richter : Jesse Greenwood
- Paul Haddad : Willy
- Gary Krawford : The Machine (alias Rockland Stone, vilain)
- Alyson Court : Lucille (otarie de Californie parlante)
- Rachael Crawford : Marlene (assistant à la recherche marine)
- Neil Crone (en) : Mr Naugle (biologiste marin)
- Michael Fletcher : Randolph Johnson
- James Kidnie : Amphonids (déchets toxiques, servants de la Machine)
- Ron Len : Glenn Greenwood
- Sheila McCarthy : Annie Greenwood
- Andrew Sabiston : P.R. Frickey (attaché de presse de Stone Industries)
- Kevin Zegers : Einstein le tursiops (voix)

## Autour de la série
- Cette série animée a été réalisée à la suite du premier film Sauvez Willy (1993) dont on retrouve certains personnages.
- Abordant en grande partie l'écologie du monde marin, ce dessin animé agréable à regarder révèle néanmoins quelques petites incohérences dans les scénarios.
- Deux autres films suivront, Sauvez Willy 2 (Free Willy 2: The Adventure Home, 1995) et Sauvez Willy 3 : La Poursuite (Free Willy 3: The Rescue, 1997), qui n'atteindront pas le succès obtenu par le premier. En 2010, un autre film sort directement en DVD, Sauvez Willy 4 : Le Repaire des pirates (Free Willy: Escape from Pirate's Cove) ; il n'a aucun lien avec les films précédents.